# Samsung Galaxy Y
El Samsung Galaxy Y o Samsung Galaxy Young (GT-S5360) era un teléfono inteligente de gama baja fabricado y diseñado por Samsung. Usa el sistema operativo Android 2.3.6 Gingerbread y tiene una pantalla multitáctil capacitiva LCD TFT. El dispositivo fue anunciado en agosto de 2011 y en el año de 2012.
El dispositivo tiene conexiones WIFI, Bluetooth, GPS y 3G. Puede funcionar como un navegador GPS.

## Especificaciones generales
| Característica             | Detalles                                                                   |
| -------------------------- | -------------------------------------------------------------------------- |
| Fabricante                 | Samsung                                                                    |
| Pantalla                   | Capacitiva de 3 pulgadas (240 × 320 píxeles) ; MultiTáctil (2 Puntos)      |
| Cámara                     | 2.0 Mpx (1600x1200 píxeles), geo-tagging, detección de Sonrisa.            |
| Video                      | QVGA (320x240) : 15fps.                                                    |
| Redes                      | GSM/EDGE: 850, 900, 1800, y 1900 MHz UMTS/HSDPA+ 850, 900 o 1900, 2100 MHz |
| Disponibilidad             | Agosto de 2011                                                             |
| Peso                       | 99,7 g g                                                                   |
| Dimensiones                | 104 x 58 x 11.5 mm                                                         |
| Colores                    | Negro, Blanco, Rosa y Naranja.                                             |
| Conectividad               | Bluetooth 3.0, Wi-Fi, Micro SD, 3G, Micro USB                              |
| Micro SD                   | Hasta 32 GB (2GB para la memoria Ram y 30 GB para almacenamiento)          |
| Procesador                 | Broadcom BMC2763 832 MHz ARMv6                                             |
| RAM                        | 290 MB                                                                     |
| Batería                    | Standard, Li-Ion 1200 mAh                                                  |
| Sistema operativo          | Android 2.3.6/2.3.7 Gingerbread, TouchWiz UX                               |
| Formatos de audio          | MP3, WMA, WAV, AAC, AAC+,                                                  |
| Formatos de video          | MP4, H.264, H.263, AVI, FLV, 3GP, 3g2                                      |
| Métodos físicos de entrada | Auricular 3.5 mm y Micro USB                                               |
| Mensajería                 | SmS, MMS, Email, Push Email, IM                                            |